# (36964) 2000 SK287
2000 SK287 (asteroide 36964) é um asteroide da cintura principal. Possui uma excentricidade de 0.10735290 e uma inclinação de 14.56325º.
Este asteroide foi descoberto no dia 26 de setembro de 2000 por LINEAR em Socorro.